# Pāmban Island
Pāmban Island är en ö i Indien.   Den ligger i delstaten Tamil Nadu, i den södra delen av landet, 2 200 km söder om huvudstaden New Delhi. Arean är 78 kvadratkilometer.
Terrängen på Pāmban Island är mycket platt. Öns högsta punkt är 22 meter över havet. Den sträcker sig 18,6 kilometer i nord-sydlig riktning, och 25,6 kilometer i öst-västlig riktning.
Följande samhällen finns på Pāmban Island:
- Rameswaram